# 温赖特 (阿拉斯加州)
温赖特（英語：Wainwright），是美国阿拉斯加州的一座城市。该市的人口在2000年为546人，2010年有556人。人口在阿拉斯加州排行第52。